# Furcifer petteri
Furcifer petteri este o specie de cameleoni din genul Furcifer, familia Chamaeleonidae, descrisă de Edouard-Raoul Brygoo și Domergue 1966. A fost clasificată de IUCN ca specie vulnerabilă. Conform Catalogue of Life specia Furcifer petteri nu are subspecii cunoscute.